# Hypalastoroides brasiliensis
Hypalastoroides brasiliensis är en stekelart som först beskrevs av Henri Saussure 1856.  Hypalastoroides brasiliensis ingår i släktet Hypalastoroides och familjen Eumenidae.

## Underarter
Arten delas in i följande underarter:
- H. b. festae
- H. b. vechti